# إشارة السعر
إشارة السعر هي معلومات يتم نقلها إلى المستهلكين والمنتجين، عبر الأسعار المعروضة أو المطلوبة، والكمية المطلوبة أو المعروضة من منتج أو خدمة، والتي توفر إشارة لزيادة أو تقليل الكمية المعروضة أو الكمية المطلوبة. كما أنه يوفر فرصا تجارية محتملة. عندما يكون هناك نقص في عرض نوع معين من المنتجات ويرتفع السعر، سيولي الناس المزيد من الاهتمام لهذا النوع من المنتجات وينتجونه. تعد المعلومات التي تحملها الأسعار وظيفة أساسية في التنسيق الأساسي للنظام الاقتصادي، وتنسيق أشياء مثل ما يجب إنتاجه، وكيفية إنتاجه، وما هي الموارد التي يجب استخدامها في إنتاجه.
في الاقتصاد السائد (الكلاسيكي الجديد)، في ظل المنافسة الكاملة، تشير الأسعار النسبية إلى المنتجين والمستهلكين حول قرارات الإنتاج أو الاستهلاك التي ستساهم في كفاءة التخصيص. وفقًا لفريدريش هايك، في النظام الذي يتم فيه توزيع المعرفة بالحقائق ذات الصلة بين العديد من الأشخاص، يمكن أن تعمل الأسعار على تنسيق الإجراءات المنفصلة لأشخاص مختلفين بنفس الطريقة التي تساعد بها القيم الذاتية الفرد على تنسيق أجزاء خطته.

## قوة التسعير
وتشمل النظريات البديلة أن الأسعار تعكس القوة التسعيرية النسبية للمنتجين والمستهلكين. قد يحدد الاحتكار الأسعار من أجل تعظيم ربح الاحتكار، في حين قد يشارك الكارتل في تحديد الأسعار. على العكس من ذلك، على جانب المستهلك، قد يتفاوض احتكار الشراء أو يطلب أسعارًا لا تعكس تكلفة الإنتاج. تعكس القوة التسعيرية التي تمتلكها المؤسسة مكانة منتجاتها في السوق. في هذه الحالة، قد لا تكون إشارة السعر قادرة على التأثير على هذه المنتجات.

## قيمة
هناك خيط طويل في الاقتصاد (من أرسطو إلى الاقتصاد الكلاسيكي إلى الوقت الحاضر) يميز بين قيمة التبادل، وقيمة الاستخدام، والسعر، و(في بعض الأحيان) القيمة الجوهرية. كثيرًا ما يُقال إن العلاقة بين السعر وأنواع القيمة الأخرى ليست مباشرة كما هو مقترح في نظرية إشارات السعر، حيث تلعب الاعتبارات الأخرى دورًا.

## مضاربة
يمكن للمضاربات المالية، وخاصة شراء أو بيع الأصول بأموال مقترضة، أن تحرك الأسعار بعيدًا عن أساسياتها الاقتصادية. ومن الممكن أن تؤدي فقاعات الائتمان في بعض الأحيان إلى تشويه آلية الإشارة السعرية، مما يؤدي إلى سوء الاستثمار على نطاق واسع وأزمات مالية. ويعزو أتباع مدرسة الاقتصاد النمساوية هذه الظاهرة إلى تدخل محافظي البنوك المركزية، وهو التدخل الذي يقترحون القضاء عليه من خلال تقديم الخدمات المصرفية الاحتياطية الكاملة. وعلى النقيض من ذلك، وصفها خبراء الاقتصاد في مرحلة ما بعد الكينزية، مثل هايمان مينسكي، بأنها عيب أساسي في الرأسمالية، وتم تصحيحه من خلال التنظيم المالي. كانت كلتا المدرستين موضع اهتمام متجدد في العالم الغربي منذ الأزمة المالية 2007-2010.

## تمييز في الأسعار
تستخدم الشركات التمييز السعري لزيادة الأرباح عن طريق فرض أسعار مختلفة على مستهلكين مختلفين أو مجموعات من المستهلكين. يمكن اعتبار التمييز في الأسعار ممارسة غير عادلة تستخدم لطرد المنافسين.

## أنظر أيضا
- التسعير الديناميكي
- قوة التسعير
- المضاربة
- العرض والطلب